# Englische Badmintonmeisterschaft 2005
Die Englische Meisterschaft 2005 im Badminton fand vom 4. bis 6. Februar 2005 in Manchester statt.

## Austragungsort
- Manchester Velodrome

## Finalresultate
| Disziplin    | Sieger                     | Finalist                      | Ergebnis    |
| ------------ | -------------------------- | ----------------------------- | ----------- |
| Herreneinzel | Aamir Ghaffar              | Nicholas Kidd                 | 15:3 15:4   |
| Dameneinzel  | Elizabeth Cann             | Tracey Hallam                 | 11:8 11:3   |
| Herrendoppel | Simon Archer Anthony Clark | Nathan Robertson Robert Blair | 15:10 17:16 |
| Damendoppel  | Gail Emms Donna Kellogg    | Ella Tripp Jo Wright          | 15:6 15:7   |
| Mixed        | Nathan Robertson Gail Emms | Robert Blair Natalie Munt     | 15:7 15:4   |